# Свами Ниранджанананда
Свами Ниранджанананда Сарасвати (роден на 14 февруари 1960 г. в Раджнандгаон, Мадхя Прадеш, Индия) е индийски йога веданта гуру, наследник на Свами Сатянанда.
Свами Ниранджанананда е считан от своя гуру и от своите последователи за йогин по рождение. Той започва обучението си в Бихарската школа по йога на четиригодишна възраст. През 1970 г. е посветен от своя гуру в монашеския орден основан от Шанкара дасанами сампрадая. През 1971 г. прави обиколка на Европа, Австралия, Северна и Южна Америка, където основава йога центрове и ашрами. Това преживяване му дава дълбоко разбиране за западното общество и светоглед. През 1983 г. се завръща в Индия и е назначен за ръководител на Бихарската школа по йога. През следващите единадесет години води дейностите на школата и на Фондацията за изследвания на йога, основана от Сатянанда.
През 1990 г. е посветен като парамахамса санясин (монах от висш ранг), а през 1993 г. е избран за наследник на Парамахамса Сатянанда. През 1993 г. организира Световна йога конвенция, а през 1994 г. основава първия в света университет по йога, Бихар Йога Бхарати в Мунгир, Бихар. През 1995 г. основава Бал Йога Митра Мандал, движение за популяризиране на йога сред децата. Свами Ниранджанананда е автор на около двайсет книги за йога, тантра и веданта. В своето учение той съчетава мистичната традиция на индуизма с постиженията на съвременната наука.
Свами Ниранджананда посещава България през май 2008 г.,
след което излиза и книгата „Думите на Свами Ниранджан в България“ – съвместен проект на Българска йога асоциация и Йога център „Сита-Рам“